# Embelia carnosisperma
Embelia carnosisperma är en viveväxtart som beskrevs av Cheng Yih Wu och C. Chen. Embelia carnosisperma ingår i släktet Embelia och familjen viveväxter. Inga underarter finns listade i Catalogue of Life.